# Слободка (Болховский район)
Слободка — опустевший посёлок в составе Михнёвского сельского поселения Болховского района Орловской области. Население 0 человек (2010).

## География
Посёлок расположен в центральной части Среднерусской возвышенности в лесостепной зоне, на севере Орловской области и находится по обоим берегам реки Нугрь. На северо-западной окраине деревни пруд. Уличная сеть не развита.
Географическое положение
в 19 км. — административный центр поселения посёлок Щербовский, в 17 км. — административный центр района город Болхов
Климат
близок к умеренно-холодному, количество осадков является значительным, с осадками в засушливый месяц. Среднегодовая норма осадков — 627 мм. Среднегодовая температура воздуха в Болховском районе — 5,1 °C.

## Население
| 2010 |
| ---- |
| 0    |

На 2017—2018 гг., по данным администрации Михнёвского сельского поселения, жителей нет.
По данным Всероссийской переписи населения 2010 года жителей нет.
Национальный состав
Согласно результатам переписи 2002 года, в национальной структуре населения
русские составляли 73 % от общей численности населения в 11 жителей

## Инфраструктура
Было развито сельское хозяйство.

## Транспорт
Просёлочные дороги.